# Hymenaster perspicuus
Hymenaster perspicuus är en sjöstjärneart som beskrevs av Ludwig 1903. Hymenaster perspicuus ingår i släktet Hymenaster och familjen knubbsjöstjärnor. Inga underarter finns listade i Catalogue of Life.